# Scopula quadrimacula
Scopula quadrimacula là một loài bướm đêm trong họ Geometridae.